# Jarki Horvatićevi
Jarki Horvatićevi is een plaats in de gemeente Varaždinske Toplice in de Kroatische provincie Varaždin. De plaats telt 61 inwoners (2001).